# Knut Østby
Knut Østby (Modum, 12 novembre 1922 – Sandvika, 6 agosto 2010) è stato un canoista norvegese.

## Palmarès

### Olimpiadi
- 1 medaglia:
  - 1 argento (Londra 1948 nel K-2 10000 m)

### Mondiali
- 1 medaglia:
  - 1 argento (Copenaghen 1950 nel K-2 1000 m)